# Caroline Espiau
Caroline Espiau, née le 29 septembre 1992 à Courcouronnes (Essonne), est une skieuse française spécialiste du saut à ski. Elle est membre du ski-club Union Sportive Autranaise.

## Biographie
Caroline Espiau réside à Saint-Jean-de-Vaulx.
Elle a un jeune frère Martin, qui pratique également le saut à ski.
Après un cursus scolaire en section ski étude au lycée de Villard-de-Lans, Caroline Espiau est admise en juin 2011 au baccalauréat général série scientifique. Elle poursuit ses études en STAPS à Grenoble[réf. nécessaire].
Caroline Espiau entame en 2011 une petite activité de confection de combinaisons de saut à ski.

## Parcours sportif
Caroline Espiau a pratiqué dans ses jeunes années les agrès de gymnastique, licenciée au AGG Vizille ; elle a d'ailleurs suivi sa scolarité en classe sportive de gymnastique au collège de Vizille. Elle arrête la gym en 2007, alors qu'elle pratique déjà le ski alpin en compétition au club de l'Alpe du Grand Serre, puis au club d'Oz-en-Oisans, dans lequel elle commence le saut à ski.
Elle saute depuis 2007 jusqu'à la fin de sa carrière sportive pour le club d'Autrans, sous les conseils de Jacques Gaillard, qui est également entraîneur des sauteuses françaises au niveau national.
Caroline Espiau est la première sauteuse française à monter sur un podium de compétition internationale de saut à ski, avec une place de troisième à Bischofsgruen le 8 août 2009. C'est également elle qui remporte le premier titre de « championne de France de saut à ski », le 3 avril 2010.

### Débuts internationaux
La première compétition internationale à laquelle participe Caroline Espiau est le championnat du monde junior de saut à ski 2007 de Tarvisio ; le 13 mars 2007, elle se place à la septième place sur le tremplin de HS100 de Planica où s'est finalement déroulé le concours, pour cause de neige insuffisante à Tarvisio. Avec un saut de 87,5 mètres lors de ce concours, Caroline Espiau détient alors le record de France féminin de saut à ski, c'est Coline Mattel qui lui reprendra le 4 octobre 2008 à Liberec avec 95,5 mètres.
L'été suivant, en août 2007, avec ses coéquipières Julia Clair et Coline Mattel, elle participe à quatre épreuves de Coupe continentale de saut à ski en Allemagne et en Autriche, où elle se place entre les 19 et 24e places.
Ensuite, de l'hiver 2008 à l'hiver 2009, elle est inscrite régulièrement à des compétitions de Coupe continentale, avec comme meilleurs résultats deux places de 14e à Bischofshofen les 16 et 17 août 2008. Elle saute également lors des championnats du monde junior de Zakopane en 2008 (17e) et de Štrbské Pleso en 2009 (20e), et du premier championnat du monde de saut à ski féminin de Liberec en 2009 (33e).

### Saison 2009-2010

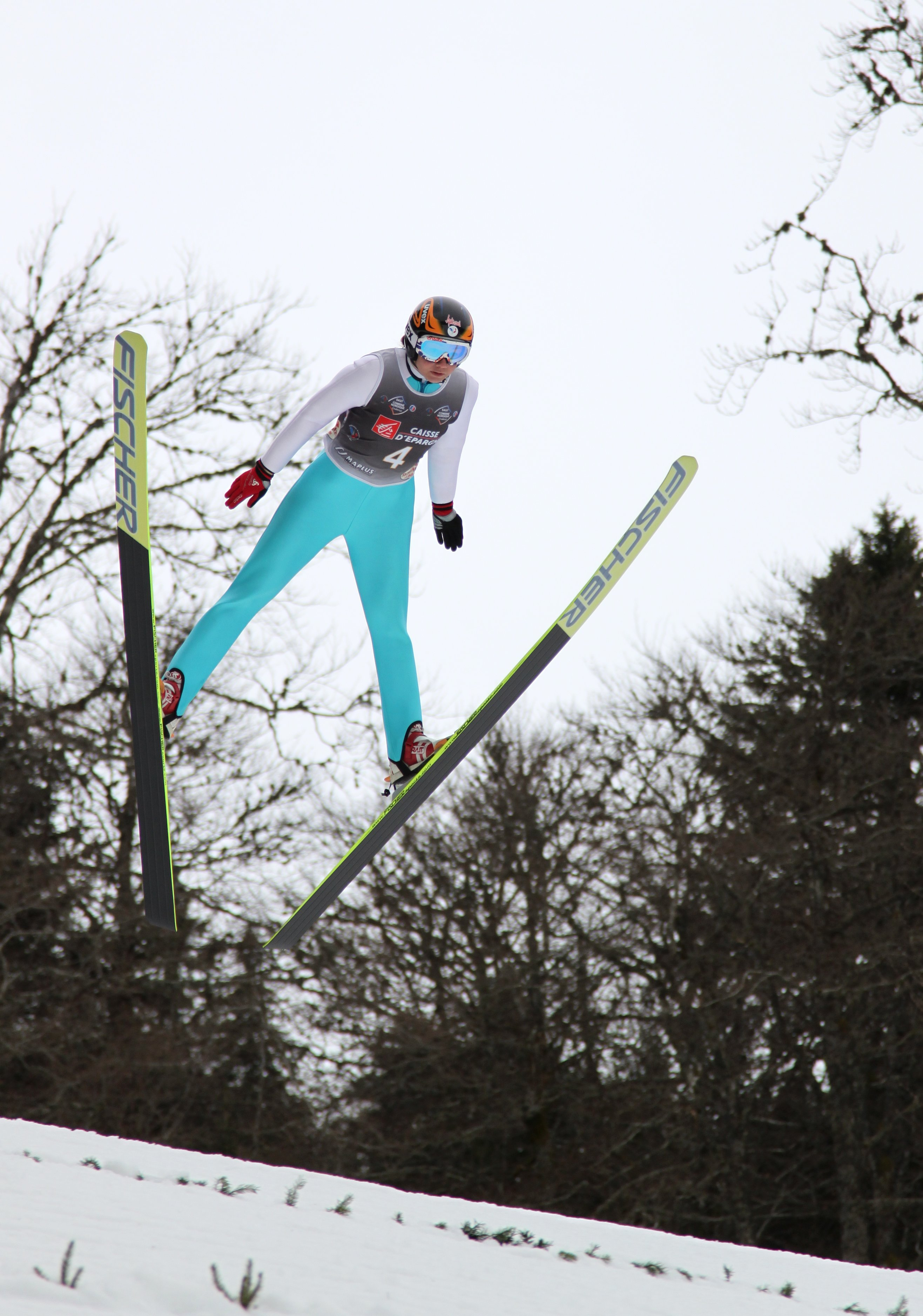
Caroline Espiau, championne de France 2010.

L'été 2009 commence bien pour Caroline Espiau qui monte pour la première fois pour une sauteuse française sur un podium international avec une place de troisième à Bischofsgruen le 8 août 2009. Elle poursuit la saison estivale avec entre autres deux places de dixième, pour terminer à la 13e place du classement final.
Elle ne participe pas aux premières épreuves hivernales en Finlande et Norvège. Elle prend part ensuite à dix épreuves de coupe continentale avec comme résultat des places entre 28e à Ljubno le 7 février 2009, et quatrième à Zakopane le 6 mars 2010, bonne place confirmée le lendemain avec une 8e place, pour atteindre la 23e au classement final, en n'ayant sauté que lors de 10 concours sur les 18 organisés cet hiver là.
Caroline Espiau a entre-temps participé une fois de plus aux championnats du monde junior à Hinterzarten le 29 janvier 2009, avec une place de 19e.
En fin de saison, le 3 avril 2010, lors des épreuves des championnats de France de ski nordique réunissant pour la première fois sur un même site toutes les disciplines nordique, biathlon compris, Caroline Espiau remporte le premier titre de championne de France de saut à ski,.

### Saisons 2010-2011 à 2011-2012
Caroline Espiau commence la saison estivale de coupe continentale en Allemagne puis en Norvège, mais ne marque aucun point en six concours. Par la suite, elle interrompt sa participation pendant un an pour raison de santé, ; elle reprend le saut au cours de l'été 2011 dans des concours nationaux, et espère retrouver un niveau international pour l'hiver 2011-2012. Elle participe aux épreuves finlandaises d'ouverture de coupe continentale hivernale 2011-2012 à Rovaniemi le 29 novembre. Lors de concours peu relevés, avec uniquement les équipes russes, japonaises et slovènes plus quelques autres sauteuses, Caroline Espiau se place deux fois 17e,. 
Caroline Espiau a passé beaucoup de temps à s’entrainer sur les tremplins, à voler et planer skis aux pieds. Arrivée au plus haut niveau elle s’est blessée gravement au genou à l’entrainement. Après de longs mois de rééducation, mettant sa carrière d’athlète de haut niveau en suspens elle a décidé de créer son entreprise (Beswemk) de confection de combinaisons de saut à ski.
Sa dernière compétition internationale date des Championnats du monde junior 2012 à Erzurum.

## Palmarès

### International

#### Coupe continentale
- Première participation le 12 août 2007 à Bischofsgruen.
- Meilleur résultat :
  - 3e au concours féminin de Bischofsgruen, le 8 août 2009[9].
- Meilleur classement : 23e de la saison 2009-2010[17].

#### Championnats du monde junior
- à Tarvisio en 2007 : 7e du concours féminin le 17 mars 2007[18], disputé finalement à Planica pour cause de manque de neige.

- à Zakopane en 2008 : 17e du concours féminin le 28 février 2008[19].

### National

#### Championnats de France
- Championne de France 2010 à Prémanon : 1re du concours féminin le 3 avril 2010[20].

#### Coupe de France
- Coupe de France 2010 : 1re[21].

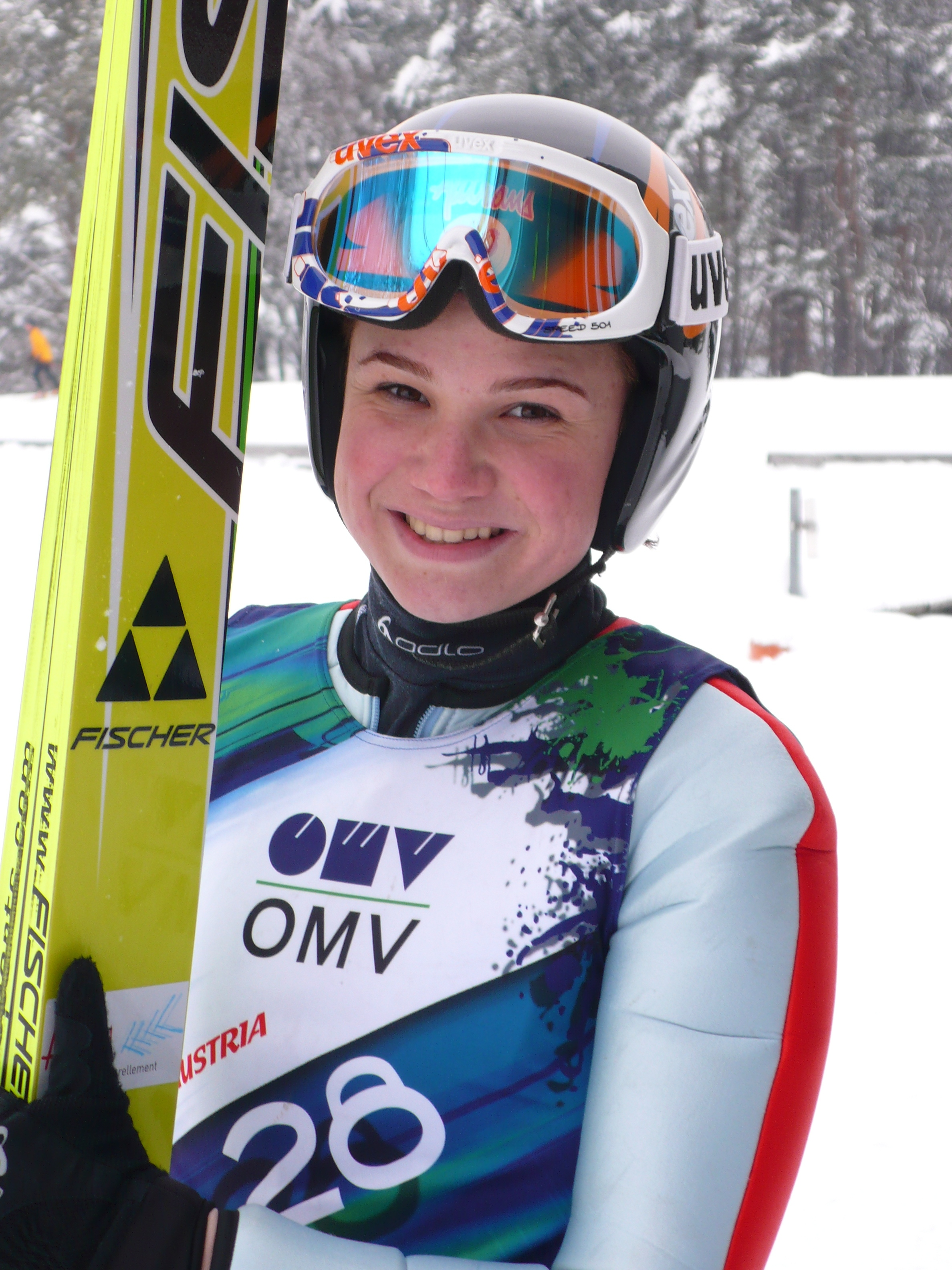
Caroline Espiau
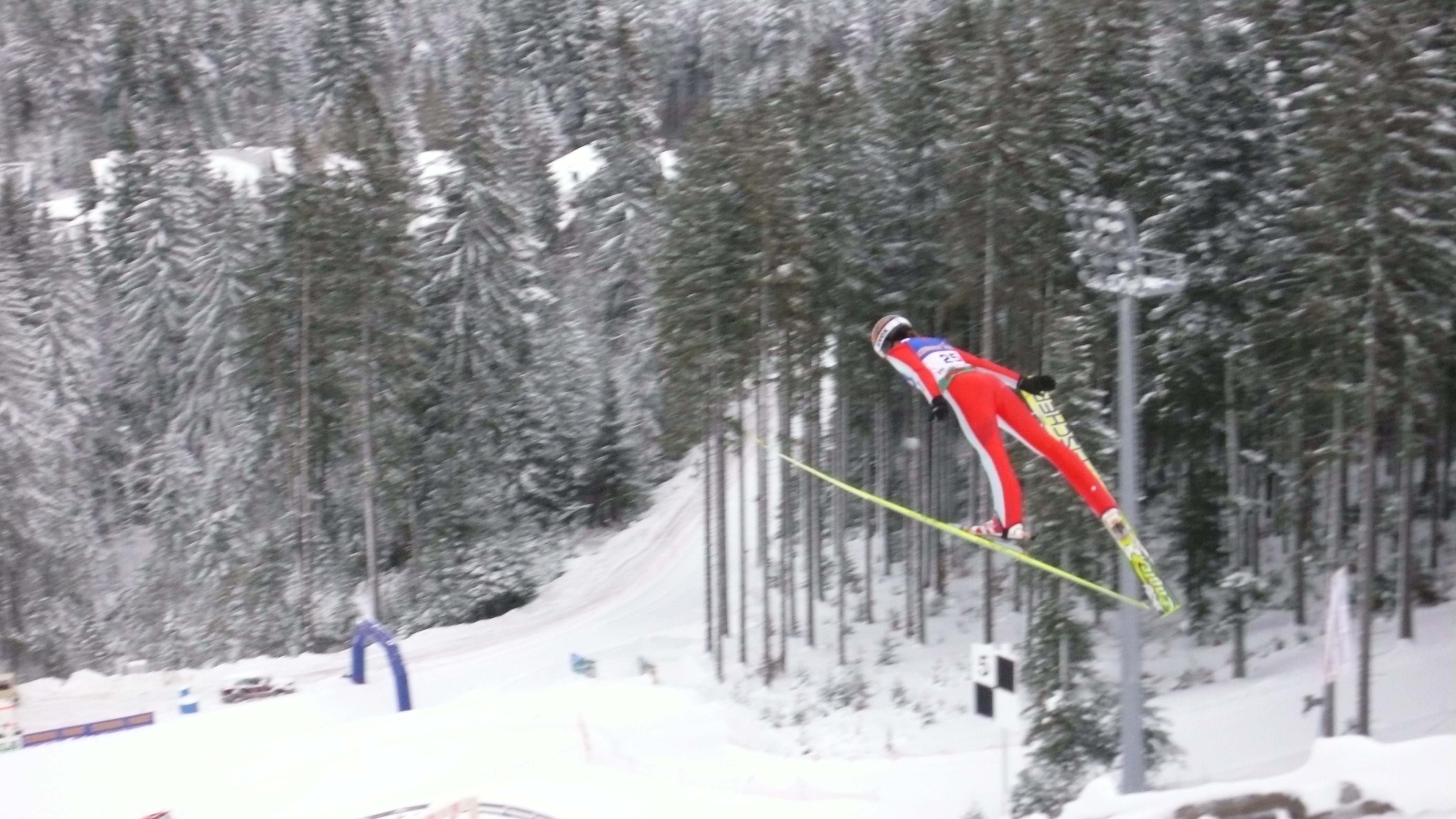
Caroline Espiau au Championnat du monde junior de saut à ski à Hinterzarten.
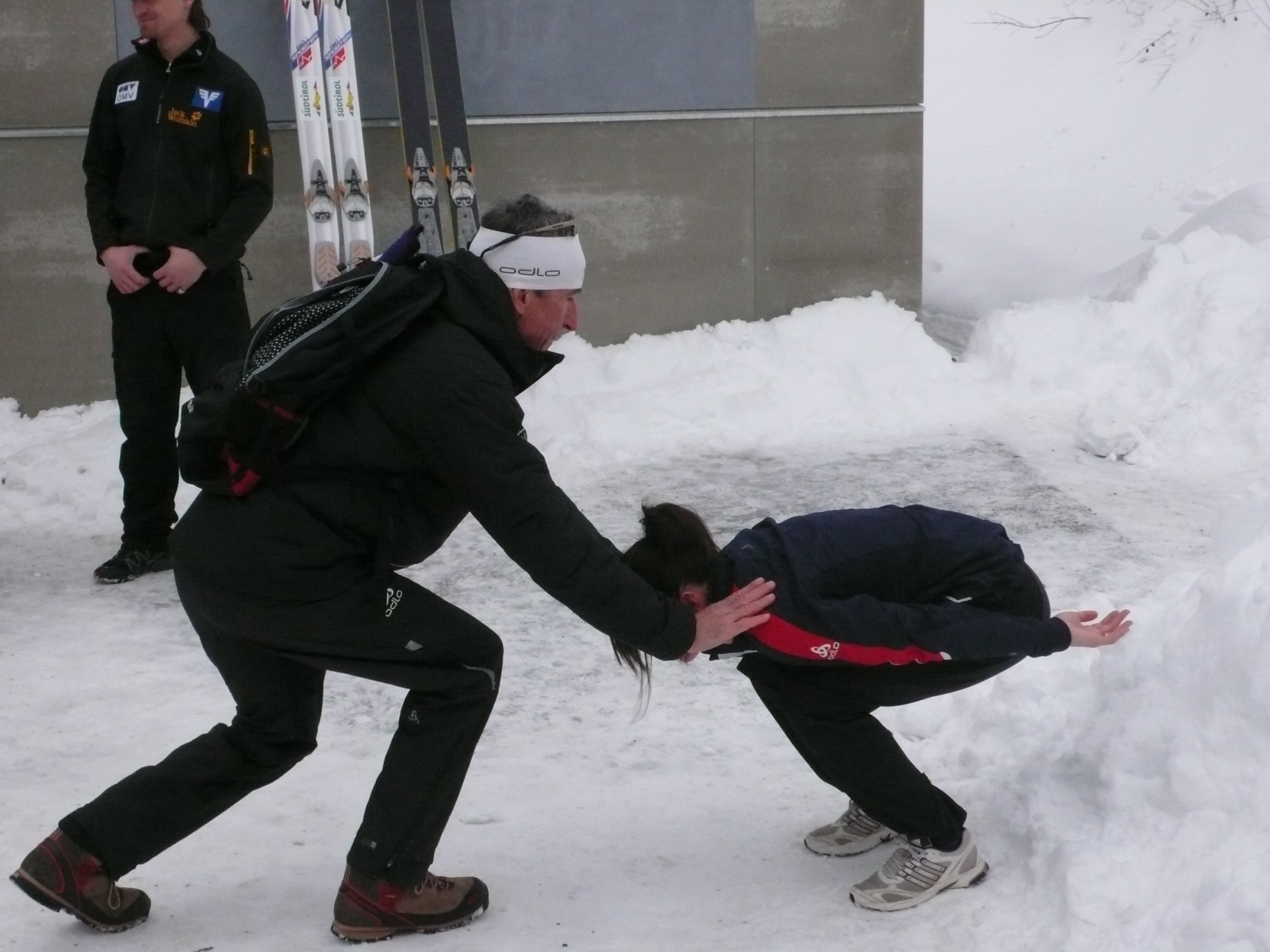
Caroline Espiau : exercices de bondissements avec son entraîneur